# Carlos Reutemann

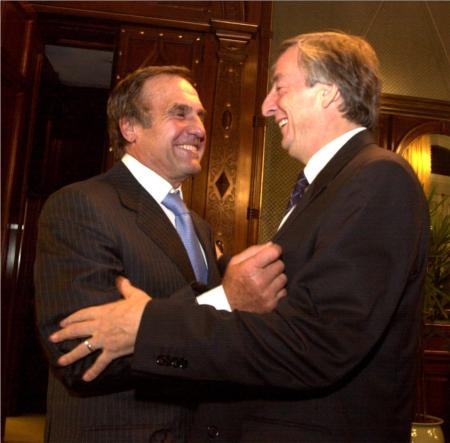
Carlos Reutemann met president Néstor Kirchner in 2005

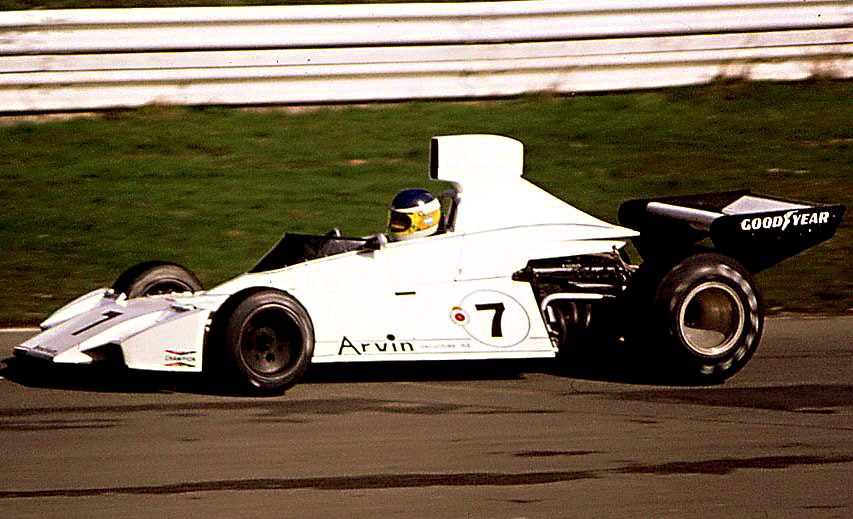
Carlos Reutemann in een Brabham tijdens de Engelse Grand Prix in 1974

Carlos Alberto Reutemann (Santa Fe, 12 april 1942 – aldaar, 7 juli 2021) was een autocoureur en politicus uit Argentinië. Reutemann won twaalf keer een Formule 1 Grand Prix, maar stond bekend als wisselvallig en kon moeilijk met druk omgaan. Zijn bijnaam was "Lole".
Reutemann overleed op 79-jarige leeftijd in een ziekenhuis in Santa Fe aan de gevolgen van een maagbloeding en orgaanfalen.

## Carrière
Reutemann vertrok in 1970 naar Europa, nadat hij zijn autosportcarrière in Argentinië was begonnen in de touringcars en Formule 2. Ook in de Europese Formule 2-series maakte hij een goede indruk, waarna Bernie Ecclestone hem contracteerde voor zijn Brabham Formule 1-team. Als teammaat van oud-wereldkampioen Graham Hill maakte Reutemann zijn debuut voor zijn thuispubliek tijdens de Grand Prix Formule 1 van Argentinië 1972. Tot veler verrassing wist Reutemann hier al poleposition te halen in een auto die niet tot de snelste behoorde. Problemen met de banden zorgden ervoor, dat hij in de race minder indruk maakte. Dat seizoen won Reutemann nog wel een Formule 1-race op Interlagos, maar deze telde niet mee voor het wereldkampioenschap.
In de jaren daarna bleef Reutemann bij Brabham en haalde hij bij de Grand Prix Formule 1 van Frankrijk 1973 voor het eerst het podium. Een jaar later won hij zijn eerste drie races. Ook zijn thuisrace in Argentinië leek hij te winnen, maar hij viel uit door benzinegebrek toen hij ruim aan de leiding reed. In 1975 werd Reutemann derde in het wereldkampioenschap en won hij onder andere de Grand Prix van Duitsland op de oude Nürburgring. Vanaf 1976 maakte Brabham gebruik van Alfa Romeo-motoren, wat grote problemen met betrouwbaarheid opleverde. Reutemann vertrok daarop tijdens het seizoen en tekende een contract bij Ferrari.
Ferrari meende Niki Lauda na zijn zware ongeval in Duitsland niet meer in te kunnen zetten en zo werd Reutemann teamgenoot van de Zwitser Clay Regazzoni. Lauda keerde echter al na drie races terug en zou weer deelnemen aan de GP van Italië. Ferrari schreef zodoende in met drie bolides. Lauda met nr. 1, Reggazoni met nr. 2 en Reutemann met nr. 35. Lauda imponeerde door in die GP van Italië als vierde te finishen. Zodoende bleef hij kopman bij Ferrari en zou hij in het verloop van het verdere seizoen het gevecht aan gaan met James Hunt (McLaren). Reutemann en Lauda konden het niet goed met elkaar vinden en de Argentijn speelde tweede viool. De Oostenrijker vertrok in 1978 naar Brabham en Reutemann werd bij Ferrari dat jaar vergezeld door de Canadees Gilles Villeneuve. Het werd een goed seizoen voor Reutemann, maar het team van Lotus was veel te sterk, waardoor hij net als in 1975 derde werd in de WK-eindstand.
De overstap die Reutemann toen maakte naar Lotus leek, gezien hun dominantie in 1978, een slimme zet, maar het team had in 1979 een terugslag en maakte niet zoveel indruk. Zijn vervanger bij Ferrari, Jody Scheckter, die overkwam van Wolf, waar hij in het seizoen 1978 goede prestaties neerzette, won de titel dat jaar.
Voor het seizoen 1980 vertrok Reutemann alweer en ging naar Williams, waar hij reed met de Australiër Alan Jones als teamgenoot. Hij won een Grand Prix, namelijk die van Monaco. Uiteindelijk werd hij derde in het kampioenschap met 49 punten en kwam acht keer op het podium. Van de veertien GP's reed hij er elf in de punten. De constructeurstitel won Williams met een recordaantal van 120 punten en zes overwinningen. De coureurstitel ging naar Jones met 71 punten; tweede werd de Braziliaan Nelson Piquet in de Brabham met 54 punten.
Het seizoen 1981 verging voor Reutemann erg stroef. Reutemann en Jones kregen flinke ruzie, toen Reutemann tijdens de tweede race van het seizoen, de Grand Prix van Brazilië, teamorders om Jones voorbij te laten, genegeerd zou hebben. Uiteindelijk zou Jones zijn titel niet kunnen verdedigen, maar Reutemann had met nog een race te gaan een grote kans.
Voor de laatste Grand Prix van het seizoen in Las Vegas had Reutemann 1 punt voorsprong op Nelson Piquet. Reutemann wist de poleposition te pakken en maakte een goede indruk. Jones, die als tweede startte, had toen al laten weten Reutemann op geen enkele wijze te zullen helpen. Tijdens de race ging het helemaal mis met "Lole". Jones pakte de leiding en de een na de ander passeerde Reutemann, waaronder Piquet. Een kapotte versnellingsbak hielp geenszins en hij werd slechts achtste op een ronde achterstand, terwijl Piquet de titel pakte. Volgens sommigen was de spanning te groot geworden voor Reutemann, die na afloop gedesillusioneerd was.
Een jaar later leek de motivatie er aanvankelijk wel weer te zijn en Jones had Williams verlaten. De Fin Keke Rosberg, die overkwam van Fittipaldi, nam zijn plaats in. Reutemann werd tweede achter de Fransman Alain Prost in een Renault bij de openingsrace van het seizoen 1982 in Zuid-Afrika. Een race later verliet hij na elf seizoenen echter de Formule 1, na een ruzie met teambaas Frank Williams over teamorders.
Reutemann was ook actief op het gebied van de rallysport. Hij werd zowel in 1980 als in 1985 derde tijdens de WK-Rally van Argentinië. In de laatste editie zelfs met een fabrieks-Peugeot 205 Turbo 16. Hij is de enige coureur die in hetzelfde jaar zowel in de Formule 1 als het WRC punten wist te scoren.

## Politieke loopbaan
In 1982 ging Reutemann de politiek in. Hij werd gouverneur van de Argentijnse provincie Santa Fe van 1991 tot en met 1995 en van 1999 tot en met 2003. Reutemann was actief voor de rechtse Partido Justicialista. In 2001 weigerde hij president te worden als opvolger van Fernando de la Rúa, tot verdriet van zijn aanhangers. Vanaf 2003 zat Reutemann in de Argentijnse Senaat.
- Biblioteca Nacional de España: XX1020983
- Catàleg d'autoritats de noms i títols de Catalunya: 981058614894906706
- Gemeinsame Normdatei: 1236687809
- International Standard Name Identifier: 0000 0000 3326 5524
- Library of Congress Control Number: n97107209
- Virtual International Authority File: 316751147